# Herbert Vianna
Herbert Lemos de Sousa Vianna (João Pessoa, 4 de mayo de 1961) es un vocalista, guitarrista y principal compositor de Os Paralamas do Sucesso, uno de los principales grupos del Pop rock brasileño.
Por ser hijo de militar, le gustaba pilotar helicópteros y aviones ultraligeros. En 2001 viajaba en un ultraligero con su esposa Lucy, cuando sufrió un accidente en Mangaratiba, Estado de Río de Janeiro. La aeronave se precipitó al mar en la bahía de Angra dos Reis. En el accidente, posiblemente debido al impacto contra el mar, Lucy falleció y Vianna fue hospitalizado, permaneciendo internado por 44 días, buena parte de ellos en estado de coma. El músico consiguió despertar, pero, a consecuencia de las secuelas del accidente, quedó paralítico y perdió la memoria. Con el tiempo, recobró la memoria y volvió a grabar música y hacer giras con Os Paralamas.
Es simpatizante del PT, habiendo escrito inclusive una canción de protesta llamada "Luís Inácio (300 Picaretas)", refiriéndose a Lula da Silva.

## Biografía
Debido a la vida militar de su padre, se mudó siendo niño a la ciudad de Brasilia, donde conoció a Bi Ribeiro. Tiempo después se mudaron para Río de Janeiro, en donde formaron la banda Os Paralamas do Sucesso. A ellos, se les agregó Vital Dias como baterista.
Después de sustituir a Vital por João Barone, Herbert compuso en homenaje a su amigo el tema Vital e Sua Moto (en español, Vital y su moto), primer éxito de los Paralamas y el cual les llevaría a que firmaran contrato con la EMI.
Después de 10 años de éxitos, Herbert Vianna grabó un disco como solista llamado Ê Batumarê (1992). Dos más fueron grabados, Santorini Blues (1997) y O Som do Sim (2000), con las participaciones de Cássia Eller, Nana Caymmi, Sandra de Sá y Marcos Valle.
Estuvo de novio por años con Paula Toller, de la banda Kid Abelha, y se casó con la inglesa Lucy Needham, con quien tuvo tres hijos (Luca, Hope y Phoebe). En 2001, Herbert pasó por el momento más crítico de su vida: el 4 de febrero de ese año, Vianna y su esposa Lucy viajaban en un avión ultraligero cuando sufrió un accidente en Mangaratiba, Estado de Río de Janeiro, que hizo precipitar la aeronave al mar, en la bahía de Angra dos Reis. Lucy murió y Vianna permaneció internado por 44 días, buena parte de ellos, en estado de coma. Herbert quedó parapléjico y perdió parte de su memoria después del accidente, la cual fue recobrando paulatinamente. Incluso cuentan que cuando despertó, solo hablaba en inglés (en su casa hablaban mucho inglés por su esposa).

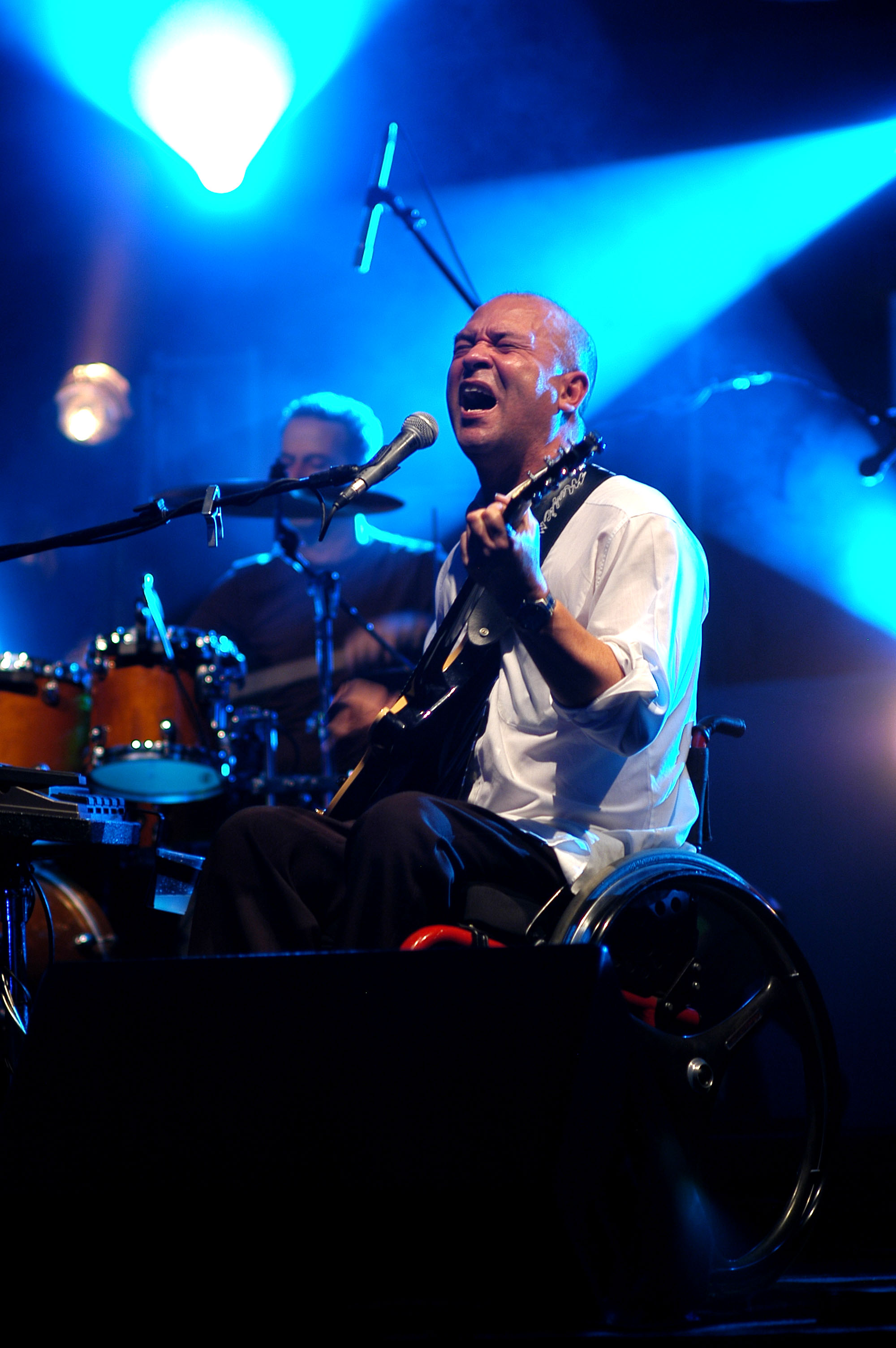
Herbert Vianna en noviembre de 2006.

En julio de 2001, los médicos que lo trataban, anunciaron que Vianna había progresado mucho en su rehabilitación, y se pronosticaba la vuelta a una vida independiente; donde además podría volver a tocar.  
Gracias a un proceso de recuperación gradual, pudo retomar su carrera como músico, volviendo a escribir melodías en agosto de 2001, y tocando para los internos del hospital en octubre de ese mismo año. La recuperación le ayudó a volver a los escenarios en abril de 2002, tocando como invitado de Fito Páez en un concierto en Brasil. Para julio de 2002, Os Paralamas se presentaban nuevamente como banda. 
Os Paralamas han publicado cinco discos de estudio después del accidente de Vianna: Longo Caminho (2002, preparado antes del accidente), Uns Dias ao Vivo (2004, registro en vivo). Hoje (2005),  Brasil afora (2009) y Sinais do sim (2017).
En 2012 se presentó ante 80.000 personas junto a Paralamas en la Teletón de Chile, conducida por Don Francisco, en la que relató su experiencia como discapacitado, logrando uno de los puntos más altos de audiencia en la emisión del programa.

## Discografía

### Con Paralamas do Sucesso
| Año  | Álbum          | Discográfica | Ventas de discos                              |
| ---- | -------------- | ------------ | --------------------------------------------- |
| 1983 | Cinema Mudo    | EMI          | 90.000 copias vendidas                        |
| 1984 | O Passo do Lui | EMI          | 250.000 copias vendidas                       |
| 1986 | Selvagem?      | EMI          | 600.000 copias vendidas                       |
| 1988 | Bora Bora      | EMI          | 200.000 copias vendidas                       |
| 1989 | Big Bang       | EMI          | 210.000 copias vendidas                       |
| 1991 | Os Grãos       | EMI          | 100.000 copias vendidas                       |
| 1994 | Severino       | EMI          | 55.000 copias vendidas                        |
| 1996 | Nove Luas      | EMI          | (1996 - Platino) - 550.000 copias vendidas    |
| 1998 | Hey Na Na      | EMI          | (1998 - 2x Platino) - 250.000 copias vendidas |
| 2002 | Longo Caminho  | EMI          | (2002 - Platino) - 300.000 copias vendidas    |
| 2005 | Hoje           | EMI          | (2005 - Oro) - 80.000 copias vendidas         |
| 2009 | Brasil Afora   | EMI          |                                               |

### Solista
| Año  | Álbum           | Discográfica |
| ---- | --------------- | ------------ |
| 1992 | Ê Batumaré      | EMI          |
| 1997 | Santorini Blues | EMI          |
| 2000 | O Som do Sim    | EMI          |
| 2012 | Victoria        | EMI          |